# Hippo (mythologie)
Hippo (Oudgrieks: "paard") is een van de oceaniden, de kinderen van Tethys en Oceanus in de Griekse mythologie.
Net als haar zusters Galaxaura, Phaino, Thoë en Polydora was ze een godin van de wolken; Hippo vertegenwoordigde de zich snel verplaatsende wolken, die door de Grieken vergeleken werden met een groep paarden.